# Archeparchie New York a celé Severní Ameriky

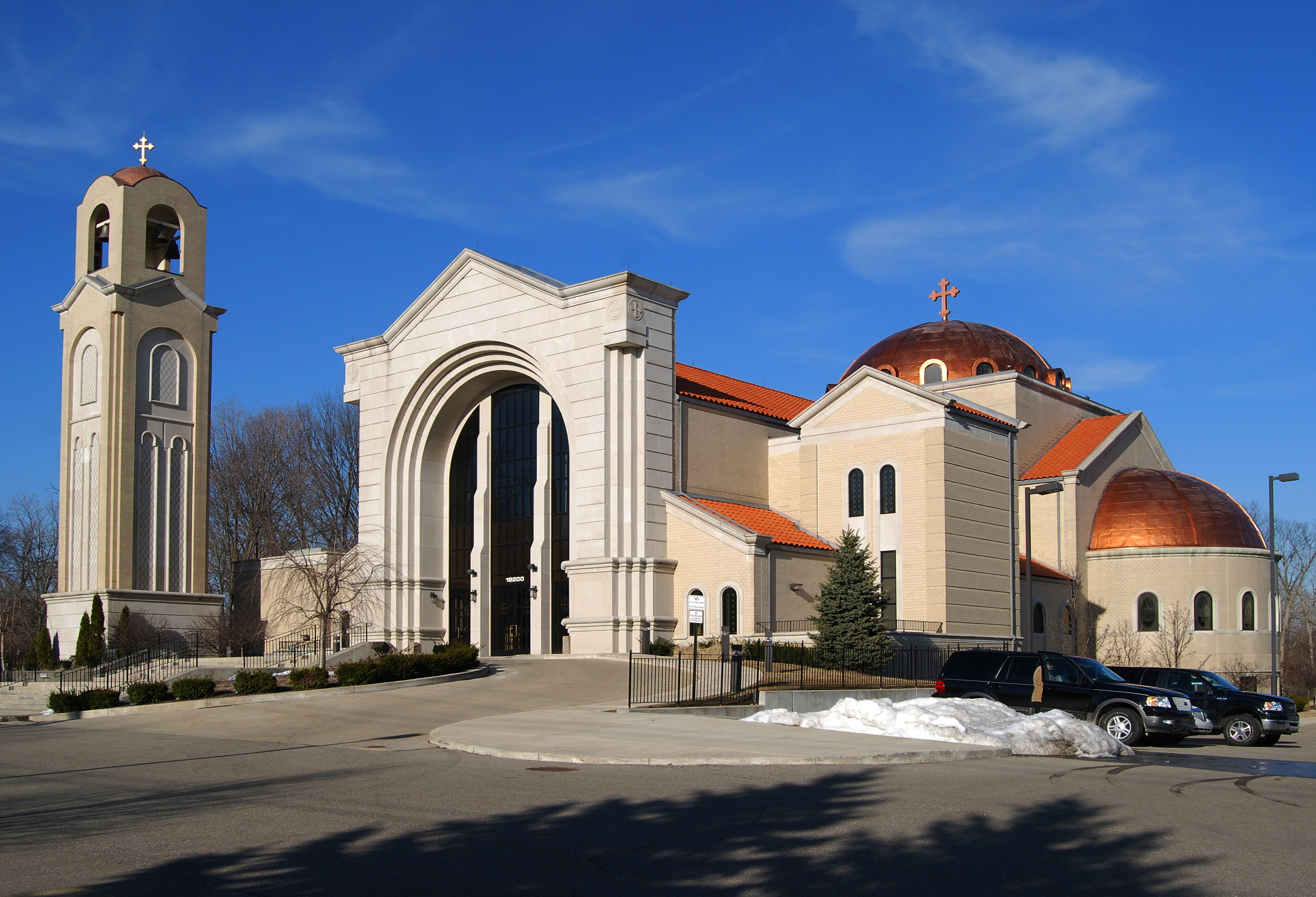
Antiochijský pravoslavný chrám Bohorodičky ve městě Livonia ve státě Michigan

Antiochijská pravoslavná křesťanská arcidiecéze Severní Ameriky (AOCANA), často označovaná v Severní Americe jednoduše jako Antiochijská arcidiecéze, je jurisdikcí pravoslavného patriarchátu antiochijského ve Spojených státech a Kanadě. 

## Historie
Původně pod péčí ruské pravoslavné církve, syro-levantští východní ortodoxní křesťanští přistěhovalci do Spojených států a Kanady získali svou vlastní jurisdikci pod církví Antiochie v důsledku bolševické revoluce. Vnitřní konflikty rozdělily antiochijské pravoslavné věřící na dvě paralelní arcidiecéze — věřící z New Yorku a druhou skupinu Toleda — až do roku 1975, kdy se metropolita Philip (Saliba) stal jediným arcibiskupem sjednocené antiochijské arcidiecéze. Do roku 2014 se arcidiecéze rozrostla na více než 275 farních kostelů.

## Západní ritus
Je to jedna ze tří pravoslavných jurisdikcí v Severní Americe, která v současné době praktikuje liturgický západní obřad stejně jako byzantský obřad, spolu s ruskou pravoslavnou církví v zahraničí a pravoslavnou církví v Americe.